# Facultatea de Agronomie
Facultatea de Agronomie este o instituție de învățământ superior specializată în științele agricole, având o tradiție îndelungată în România. Prima facultate de acest tip a fost înființată în 1852, la București, marcând începutul educației agronomice superioare în țară. De-a lungul timpului, facultățile de agronomie din România au contribuit la formarea a numeroși specialiști în domenii precum agricultura, ameliorarea plantelor, horticultura și managementul resurselor naturale, având un rol esențial în dezvoltarea agriculturii românești.

## Istoric
Începuturile învățământului agronomic superior în România datează din secolul al XIX-lea. În 1852, sub domnia lui Barbu Dimitrie Știrbei, a fost fondat Institutul de Agricultură de la Pantelimon, lângă București, care a devenit nucleul primei facultăți de agronomie din țară. În 1869, la Cluj, a fost înființat Institutul de Învățământ Agronomic Cluj-Mănăștur, una dintre cele mai vechi școli superioare de agricultură din Europa. În 1912, la Iași, s-a înființat Secția de Științe Agricole în cadrul Universității „Alexandru Ioan Cuza”, marcând începutul educației agronomice universitare în această regiune.
De-a lungul timpului, aceste instituții au evoluat, adaptându-se cerințelor moderne. După 1990, multe facultăți de agronomie au fost integrate în universități de științe agronomice și medicină veterinară, oferind programe de licență, masterat și doctorat în domenii diverse, precum agronomie, horticultură, zootehnie și biotehnologii agricole.

## Facultăți de referință în România
Unele dintre cele mai cunoscute facultăți de agronomie din România includ:
Facultatea de Agricultură, Universitatea de Științe Agronomice și Medicină Veterinară din București (USAMV București)
Înființată în 1852, este cea mai veche și prestigioasă instituție de învățământ agronomic din România. Oferă programe de studii în domenii precum agronomia, biologia și silvicultura, fiind recunoscută pentru cercetările în securitatea alimentară și biotehnologii. Campusul principal, Herăstrău, se întinde pe 38 de hectare și este situat în nordul Bucureștiului, lângă Parcul Regele Mihai I.
Facultatea de Agricultură, Universitatea de Științe Agricole și Medicină Veterinară din Cluj-Napoca (USAMV Cluj-Napoca)

Fondată în 1869, sub numele de Institutul de Învățământ Agronomic Cluj-Mănăștur, este una dintre cele mai vechi școli superioare de agricultură din Europa. A fost clasificată în 2011 în prima categorie din România, cea a universităților de cercetare avansată și educație. Oferă 21 de programe de licență și 23 de programe de master, multe disponibile în limbile română, engleză și franceză.
Facultatea de Agricultură, Universitatea de Științele Vieții „Ion Ionescu de la Brad” din Iași (USV Iași)
Cu rădăcini în 1842, când Ion Ionescu de la Brad a ținut primele cursuri de agricultură la Academia Mihăileană, facultatea a fost oficial înființată în 1912 ca secție a Universității „Alexandru Ioan Cuza” din Iași. În 1933, a devenit Facultatea de Științe Agricole, iar astăzi face parte din USV Iași, oferind programe în agronomie, horticultură și inginerie alimentară.

## Oameni de seamă
Facultățile de agronomie din România au fost asociate cu numeroase personalități care au influențat dezvoltarea științelor agricole:
- Ion Ionescu de la Brad (1818–1891) – Considerat fondator al agronomiei românești, a ținut primele cursuri de agricultură la Academia Mihăileană din Iași între 1842 și 1848. Universitatea de Științele Vieții din Iași îi poartă numele.
- Alexe Potlog (1904–1990) – Inginer agronom, profesor universitar și cercetător, asociat cu USAMV București și Institutul Agronomic Timișoara. A avut contribuții majore în ameliorarea plantelor și cultura plantelor medicinale, publicând lucrări precum „Tratat de ameliorarea plantelor” (1971–1972).
- Nicolae Bălcescu (1819–1852) – Deși mai cunoscut ca revoluționar, a avut un interes profund pentru agricultură, iar numele său a fost atribuit Institutului Agronomic București în 1952, parte a USAMV București.
- Cezar Nicolau (1908–1988) – Profesor la USAMV București, a contribuit la înființarea Facultății de Îmbunătățiri Funciare în 1970, având un rol esențial în formarea specialiștilor în gestionarea resurselor de apă.